# Ormenis tabescens
Ormenis tabescens är en insektsart som först beskrevs av Stsl 1862.  Ormenis tabescens ingår i släktet Ormenis och familjen Flatidae. Inga underarter finns listade i Catalogue of Life.